# Mathiasella bupleuroides
Mathiasella bupleuroides är en flockblommig växtart som beskrevs av Lincoln Constance och Charles Leo Hitchcock. Mathiasella bupleuroides ingår i släktet Mathiasella och familjen flockblommiga växter. Inga underarter finns listade i Catalogue of Life.

## Bildgalleri

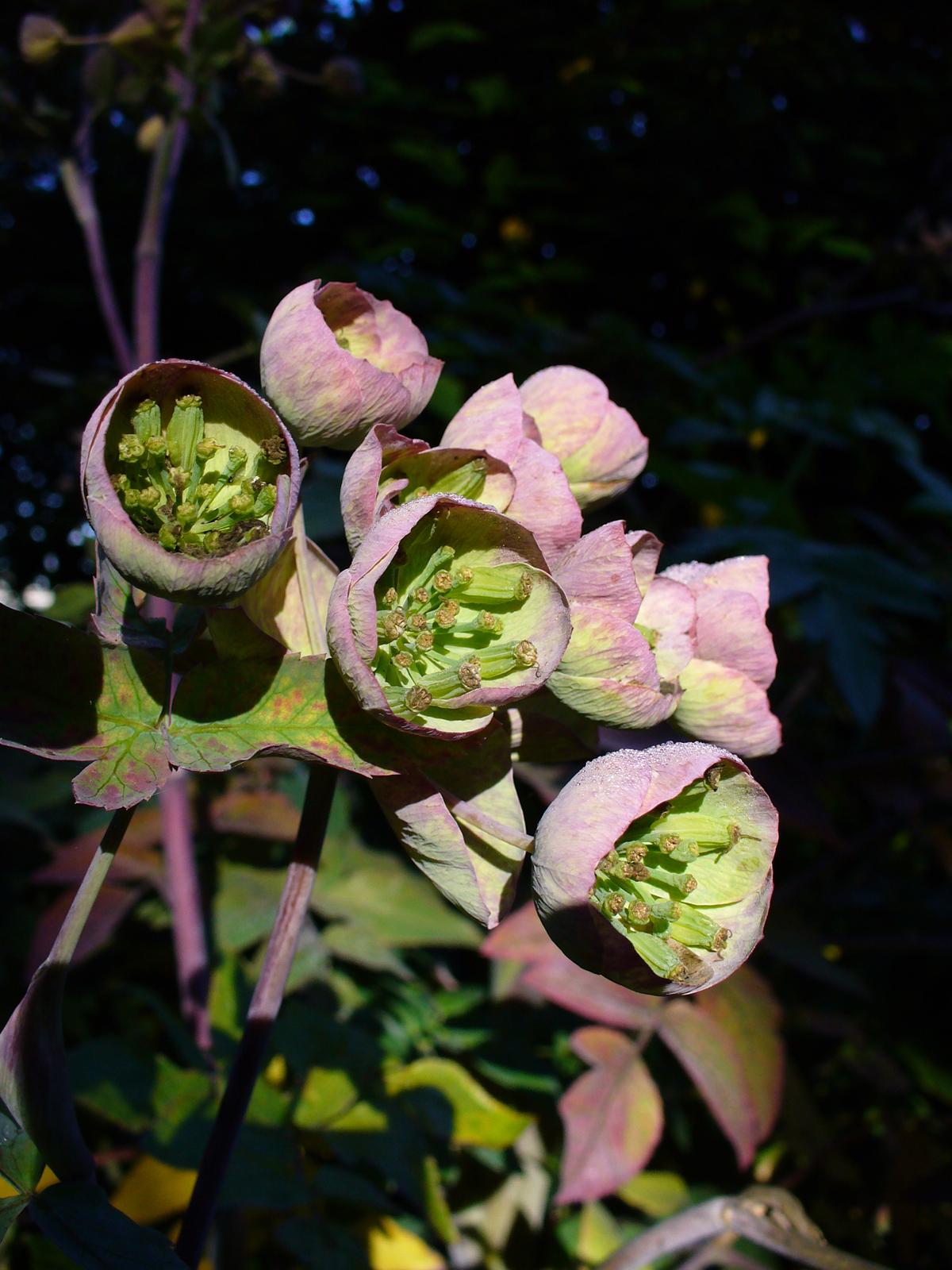